# یان کارلسون (دوچرخه‌سوار)
یان کارلسون (انگلیسی: Jan Karlsson؛ زادهٔ ۸ فوریهٔ ۱۹۶۶) دوچرخه‌سوار اهل سوئد است.
وی در مسابقات کشوری و بین‌المللی در مجموع برندهٔ ۱ مدال برنز شده‌است.